# Австрийски националсоциализъм
Австрийският националсоциализъм е пан-германско движение, което се формира в началото на 20 век. Движението приема конкретна форма на 15 ноември 1903 г., когато в Австрия е създадена Германската работническа партия (ДАП) със секретариат, разположен в град Осиг (днес Усти над Лабем в Чешката република). Движението е потиснато при лидерството на Енгелберт Долфус (1932 – 1934), когато ДНСАП е забранена в началото на 1933 г., но е възстановена и става част от германската нацистка партия, след Аншлуса на Австрия през 1938 г.

## Начало
Франц Щайн и библиотекарката Лудвиг Вьогел организират Deutschnationaler Arbeiterbund (Германска национална работна лига) през 1893 г. Това е съюз от работници, стажанти и синдикалисти от железопътната, минната и текстилната промишленост, които поддържат национализма в резултат на конфликтите им неговорещите немски език работници, особено в железопътните системи. През 1899 г. Щайн успява да свика конгрес на работниците в Егер и да публикува 25-точкова програма.
Друг конгрес е свикан през април 1902 г. под името „Германо-политическа работническа асоциация за Австрия“ („Deutschpolitischer Arbeiterverein für Österreich“) в Сааз. В Осиг, на 15 ноември 1903 г., те се реорганизират с новото име „Deutsche Arbeiterpartei in Österreich“ (DAP) – „Германска работническа партия в Австрия“. На по-нататъшни партийни конгреси Ханс Книрш предлага да се нарече „националсоциалистическа“ или „Deutsch-soziale“ (германско-социална) работническа партия. Това предложение е отхвърлено от бохемските групи, които не искат да копират името на Чешката национална социална партия.

## ДНСАП
На партиен конгрес във Виена през май 1918 г. ДАП променя името си на Deutsche Nationalsozialistische Arbeiterpartei (ДНСАП) и изготвя Националсоциалистическа програма, за която се смята, че е повлияла на по-късния германски нацистки манифест.
Австрийската ДНСАП е разделена на две фракции през 1923 г., Deutschsozialen Verein (Германо-Социална асоциация), ръководена от д-р Валтер Рихел и Schulz-Gruppe. След 1930 г. повечето бивши членове на ДНСАП стават привърженици на германската НСДАП, ръководена от родения в Австрия Адолф Хитлер, и са един от главните елементи, водещи пронацисткия преврат през 1938 г., който води до Аншлус с Нацистка Германия.
Лидерите на партията, които са наречени Landesleiter, поради признаването на Хитлер за цялостен Фюрер, са Алфред Прокс (1931 – 1933), Херман Неубахер (1935) и Йозеф Леополд (1936 – 1938), въпреки че реалната власт е на Теодор Хабит, германец, изпратен от Хитлер да контролира нацистката дейност в Австрия.